# Чоколівська (станція метро)
Чоколівська — проєктована станція Подільсько-Вигурівської лінії Київського метрополітену. Згідно з проєктом буде розташована на Севастопольській площі в перспективі після 2030 року.